# Valurile Dunării (film)
Valurile Dunării este un film dramatic românesc din 1960, regizat de Liviu Ciulei, după un scenariu de Francisc Munteanu și Titus Popovici.
Filmul prezintă un moment din rezistența antifascistă locală, cu acțiunea plasată în august 1944 pe un șlep încărcat cu arme și muniții, ce navighează pe Dunăre. Este inspirat din schița „Kilometrul 1314” a lui Francisc Munteanu.
A cîștigat Marele Premiu la Festivalul Internațional de Film de la Karlovy Vary din 1960.

## Distribuție
- Lazăr Vrabie — lt. Valentin Toma, ofițerul sub acoperire luat marinar pe șlepul NFR 724
- Liviu Ciulei — Mihai Strejan, timonierul șlepului NFR 724
- Irina Petrescu — Ana Strejan, tânăra soție a timonierului
- Ștefan Ciubotărașu — polițist, șeful Centrului de Arest Preventiv (menționat Ștefan Ciobotărașu)
- Costel Constantinescu — ceferist, ilegalist comunist, omul de legătură al lui Toma
- Ion Bodianu — Petrică, băiatul pontonierului
- Mircea Sladek — militarul german care este aruncat peste bord
- Lucian Pintilie — militarul german care sare peste bord
- Constantin Țăpîrdea — Vintilă, muncitorul de la Rafinăria IANTO, activist comunist
- Mircea Șeptilici — ofițerul german care comandă trimiterea unui șlep
- Benedict Dabija — timonierul șlepului STAD 911
- Nucu Păunescu — Șerbănescu, căpitanul Portului Turnu Severin
- Grigore Nagacevschi — activistul comunist trimis de Vintilă pentru încărcarea șlepului
- Traian Marinescu
- Ernest Maftei — soldatul român care păzește intrarea în port
- Sorin Gabor — morarul de la km 147 al Dunării, activistul comunist care coordonează operațiunea
- Ion Atanasiu-Atlas — arestatul mustăcios care-l provoacă pe Toma
- Radu Dunăreanu
- Mircea Bloc
- Ion Popescu-Lac — hoțul de buzunare Ovidiu Manolescu, luat marinar pe STAD 911 / un ofițer german

Filmul îi are ca protagoniști pe Irina Petrescu, ca debutantă, în rolul soției timonierului șlepului, pe Lazăr Vrabie în rolul ofițerului sub acoperire și pe regizorul însuși ca timonierul șlepului. Este de remarcat că viitorul regizor Lucian Pintilie a jucat de asemenea în film în rolul episodic al unui soldat german.

## Primire
Filmul a fost vizionat de 4.953.112 de spectatori în cinematografele din România, după cum atestă o situație a numărului de spectatori înregistrat de filmele românești de la data premierei și până la data de 31 decembrie 2014 alcătuită de Centrul Național al Cinematografiei.